# 교황 발렌티노
교황 발렌티노(라틴어: Valentinus PP., 이탈리아어: Papa Valentino)는 제100대 교황(재위: 827년 8월 31일 ~ 827년 10월 10일)이다.

## 약력
발렌티노는 로마 태생으로 로마인 귀족 레온티우스의 아들이라고 전해진다. 《교황 연대표》의 기록에 따르면, 어릴 적부터 학업에 소질이 보였던 발렌티노는 라테라노 궁전에 부속된 학교에 다녔으며, 교황 파스칼 1세(817년 ~ 824년)으로부터 부제로 서품받았다고 한다. 발렌티노의 능력을 눈여겨 본 파스칼 1세는 얼마 안 있어 그를 수석부제로 서임하였다. 파스칼 1세 뿐만 아니라 그의 후임자인 교황 에우제니오 2세 또한 발렌티노를 중용했으며, 이 때문에 한때 그가 사실 에우제니오 2세의 아들이라는 소문이 퍼지기도 한 적이 있었다.
에우제니오 2세가 선종한 후에 로마의 성직자들과 귀족들, 백성들 모두 발렌티노가 사도좌에 앉을 만한 자격이 있다고 보았다. 발렌티노의 지지자들은 반대자들을 무시하고 산타 마리아 마조레 대성전에서 기도하던 발렌티노를 데리고 와서 라테라노 궁전에서 공식 즉위시켰다. 발렌티노의 지지자들은 그가 사제로 서품되기 전에 바로 교황으로 서둘러 즉위시켰다. 이는 교회 역사상 교황 선출과 즉위 절차에 있어서 매우 이례적인 사건이었으며, 훗날 교황 베네딕토 3세의 선출과 즉위 때 이와 같은 일이 반복되었다. 그리고 일요일에 발렌티노는 성 베드로 대성전에서 공식적으로 주교로 서품되었다. 발렌티노가 교황으로 선출되어 주교로 서임되기까지 프랑크 제국 황제의 대리인은 참석하지 않았으며, 황제가 827년 10월 10일에 사망하여 그의 선출이 비준받을 기회가 사라졌다.
한편 발렌티노의 교황 선출은 평신도들인 로마 귀족들의 영향력이 눈에 띄게 커졌음을 알려준 일이기도 하였다. 그들은 자신들 중의 한 사람을 교황으로 선출되도록 시도했을 뿐만 아니라 교황 선거 과정에 직접 개입하기도 하였기 때문이다. 교황 스테파노 3세 치세에 소집된 769년 라테라노 지방 공의회에서는 오직 로마의 성직자단만이 교황 선출에 참여할 수 있으며, 로마의 귀족들은 새 교황이 선출되어 즉위한 후에 그에게 마땅히 존경을 표해야 한다고 공식적으로 결정하였음에도, 로마 귀족들은 교황 선출에 서서히 개입하기 시작했다. 그리하여 10세기에 이르면서 교황의 지위는 로마 귀족들의 장난감으로 전락하게 되면서 일명 ‘암흑 시대’(Saeculum obscurum)가 도래하게 되었다. 한편 발렌티노는 40일간 베드로좌에 있으면서 자비롭고 관대한 사목자로 평판이 높았다.